# Castillo del Buonconsiglio
El Castillo del Buonconsiglio (en italiano: Castello del Buonconsiglio), también conocido como el Castillo de Trento, es un castillo situado en el centro de la ciudad italiana de Trento, en el Trentino-Alto Adigio. Actualmente está reconvertido como museo histórico.

## Historia

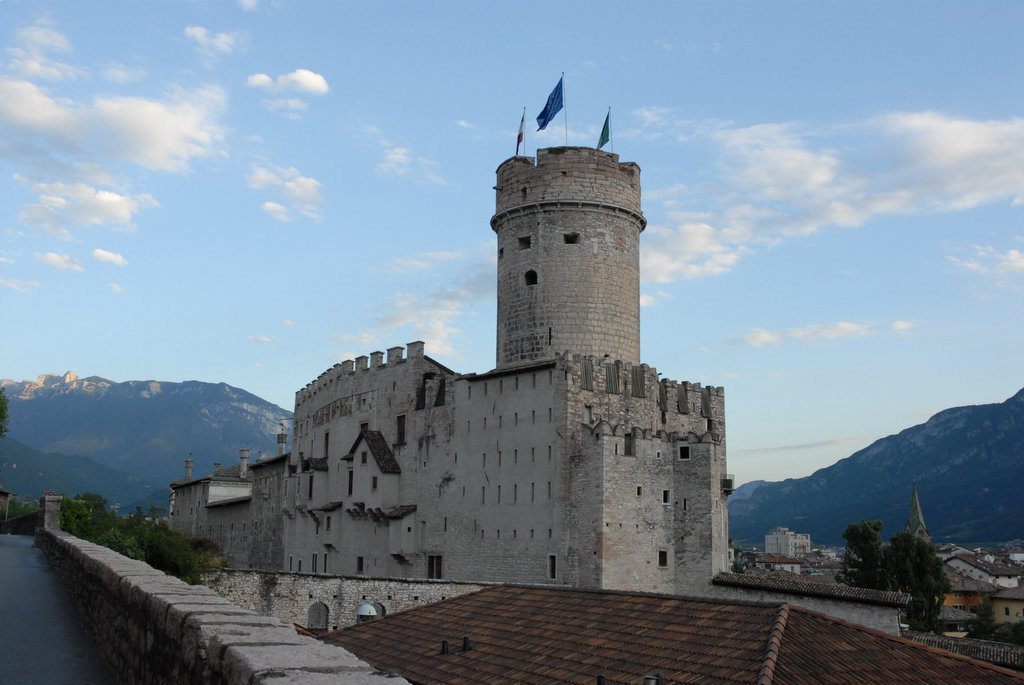
Vista desde otro punto de vista del castillo.

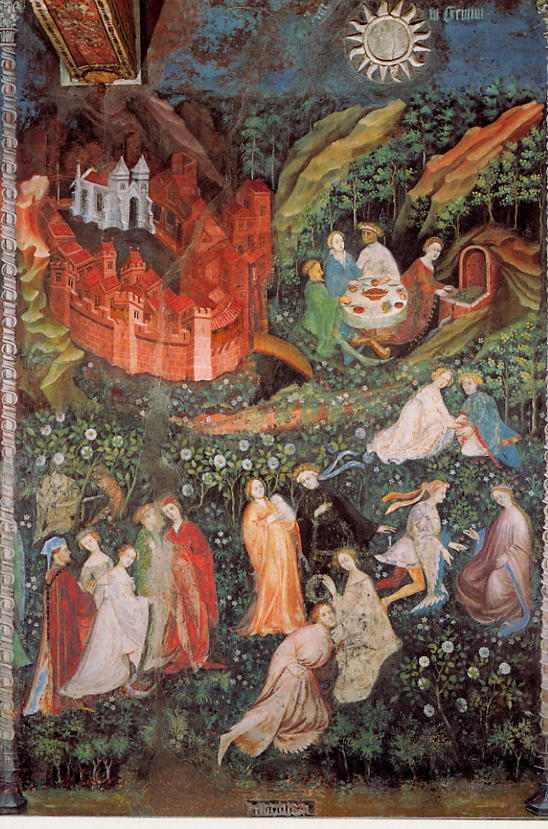
"Ciclo dei Mesi" Frescos dedicados a cada uno de los meses del año. Este es el del mes de mayo.

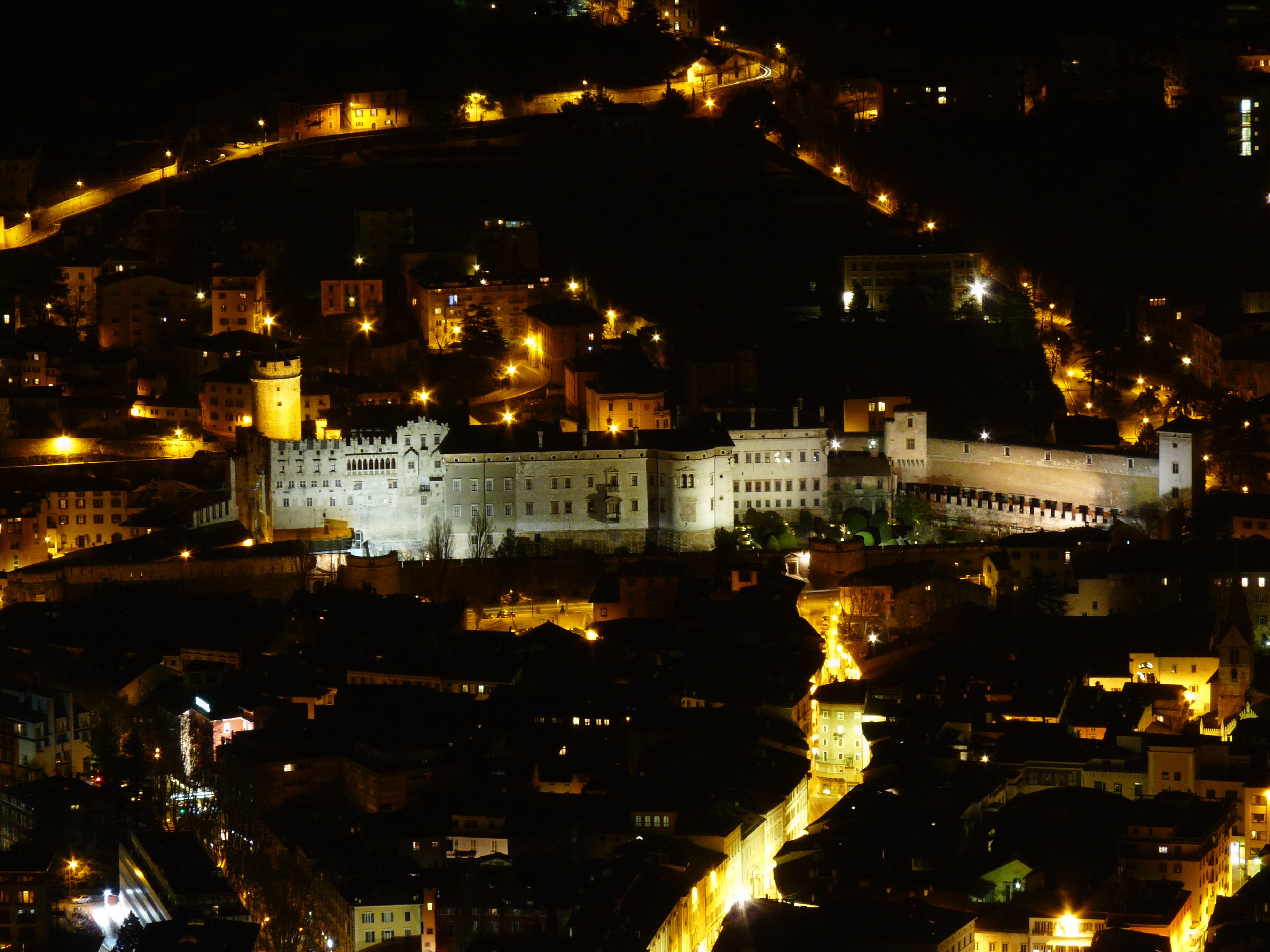
Vista aérea del castillo por la noche.

Fue la residencia de los príncipes-obispos. Tiene un núcleo originario del siglo XIII y unida a él se encuentra la Torre Grande. Fue reacondicionado en 1475 con formas góticas venecianas.
También se encuentran las celdas de soldados que lucharon por Italia en la Primera Guerra Mundial y fueron fusilados en el foso del castillo.

## Museo
Actualmente es un museo que cuenta con material arqueológico, artístico (pinturas, monedas, códices, estatuas, códices, objetos sagrados...) y etnológicos. Destacan sobremanera los frescos en la pared llamados Ciclo dei Mesi (Ciclo de los meses), de estilo gótico internacional del siglo XV, cada uno de ellos dedicados a un mes del año (aunque falta el del mes de marzo, que se perdió durante un incendio).